# Artabotrys roseus
Artabotrys roseus är en kirimojaväxtart som beskrevs av Jacob Gijsbert Boerlage. Artabotrys roseus ingår i släktet Artabotrys och familjen kirimojaväxter. Inga underarter finns listade i Catalogue of Life.